# 一条兼冬
一条 兼冬（いちじょう かねふゆ）は、戦国時代の公卿。関白・一条房通の子。一条家12代当主。官位は従一位・関白、左大臣。

## 経歴
天文9年（1540年）従三位、右大臣に叙任される。
天文17年（1548年）6月中旬、若気嘲弄物語（島原図書館松平文庫の蔵書）の写本の奥書に「右一冊者故禅閤＜後成恩寺＞之述作云々、一笑云々」との一文を記している。
天文22年（1553年）には25歳で従一位・関白、左大臣となる。また歌や絵にも巧みであった。
天文23年（1554年）2月1日、薨御。享年26。法号は後円明寺、天岳行春。家督は弟・内基が継いだ。

## 系譜
- 父：一条房通（1509-1556）
- 母：一条冬良の娘
- 正室：広橋保子（?-1564） - 広橋兼秀の娘

## 参考資料
- 新訂増補国史大系（吉川弘文館）